# 가숭어
가숭어(학명: Planiliza haematocheila)는 숭어목 숭어과에 속하는 물고기의 일종이다. 이전에는 숭어속(Mugil)으로 분류했지만 현재는 플라닐리자속(Planiliza) 종으로 간주한다.

## 분포 및 서식지
한국, 일본, 중국 등의 해양, 연안 및 강에 고루 분포한다. 강 바닥의 식물성 플랑크톤을 섭식하며 미역과 송사리 또한 주 먹이이다. 숭어와 유사하나 등지느러미의 연조나 눈의 색깔 등에 차이가 있다.